# La Grande Rivière
La Grande Rivière är ett vattendrag i Kanada.   Det ligger i provinsen Québec, i den östra delen av landet, 1 000 km norr om huvudstaden Ottawa.
Omgivningarna runt La Grande Rivière är i huvudsak ett öppet busklandskap. Runt La Grande Rivière är det mycket glesbefolkat, med 3 invånare per kvadratkilometer.